# Beaugies-sous-Bois

Beaugies-sous-Bois este o comună în departamentul Oise, Franța. În 1 ianuarie 2022 avea o populație de 102 de locuitori.